# Рацлавиці (Краківський повіт)
Рацлавиці (пол. Racławice) — село в Польщі, у гміні Єжмановиці-Пшегиня Краківського повіту Малопольського воєводства.
Населення — 1514 осіб (2011).
У 1975-1998 роках село належало до Краківського воєводства.

## Демографія
Демографічна структура станом на 31 березня 2011 року:
|          | Загалом | Допрацездатний вік | Працездатний вік | Постпрацездатний вік |
| -------- | ------- | ------------------ | ---------------- | -------------------- |
| Чоловіки | 756     | 158                | 520              | 78                   |
| Жінки    | 758     | 164                | 431              | 163                  |
| Разом    | 1514    | 322                | 951              | 241                  |